# Dittmar Condor

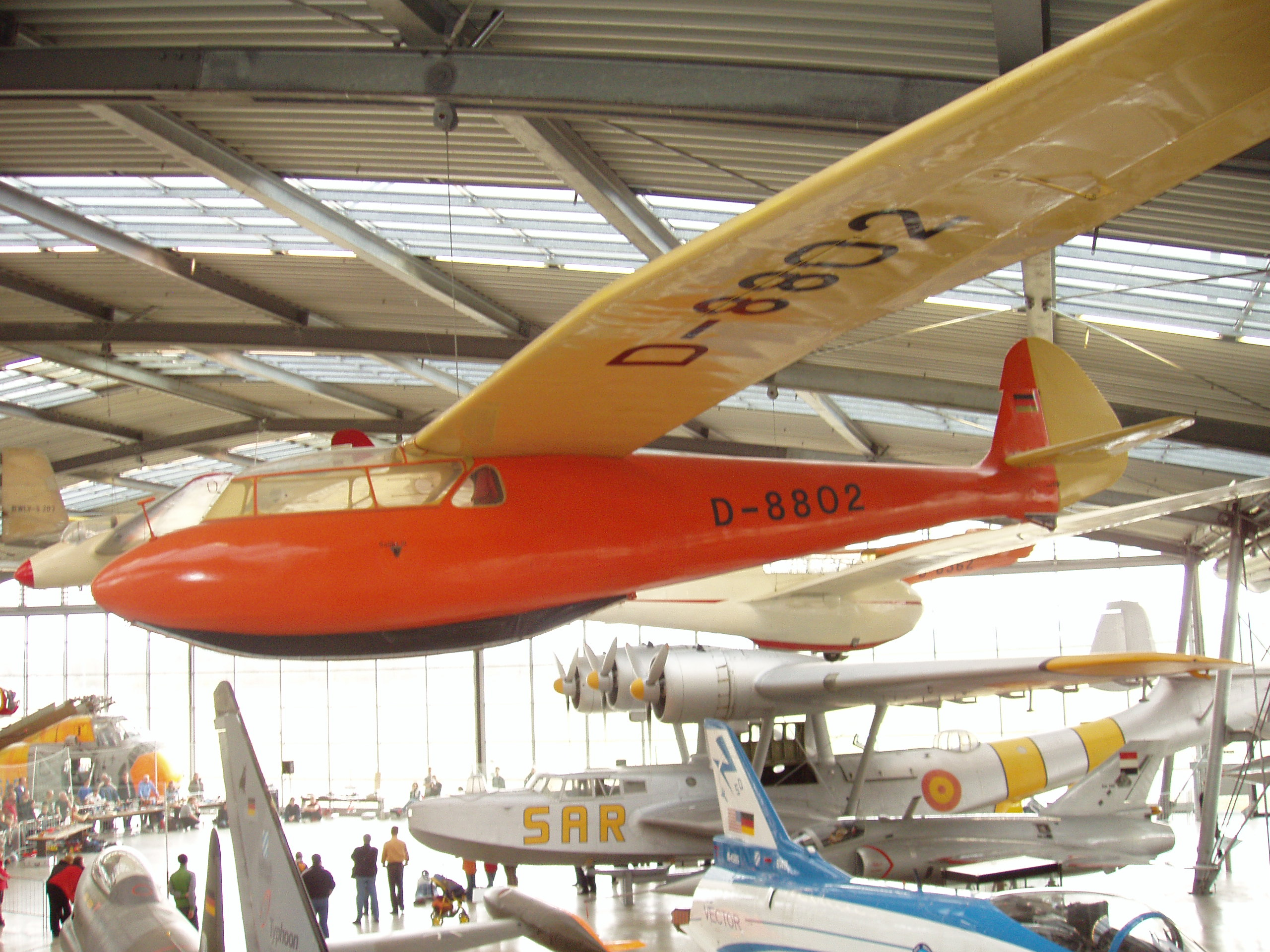
Condor IV/3 in der Flugwerft Schleißheim

Der Dittmar Condor ist ein Segelflugzeug in Holzbauweise, das in den einsitzigen Versionen I bis III in den 1930er-Jahren und als doppelsitziger Condor IV von 1951 bis 1954 gebaut wurde.

## Geschichte
Der Condor wurde Ende 1931 von Heini Dittmar als Leistungssegler unter Rückgriff auf die Fafnir-Rumpfzeichnungen konstruiert und von ihm in 2000 Arbeitsstunden unter Verwendung von Material der RRG-Abteilung Flugtechnik gebaut. Das Einfliegen erfolgte durch seinen Bruder Edgar kurz vor dem Rhönwettbewerb 1932, bei dem dann Heini Dittmar mit dem Condor Sieger der Juniorenklasse im Übungswettbewerb wurde.
Neben den einsitzigen Varianten Condor II und III entwickelte und baute Heini Dittmar nach dem Zweiten Weltkrieg eine doppelsitzige Version Condor IV mit einem im Schwerpunkt liegenden hinteren Sitz, einer auf 18 Meter vergrößerten Spannweite und einem höhergesetzten Höhenruder. Eine Acrylglashaube überspannte beide Sitze.
Eine kleine Serie entstand bei den Lizenznehmern Ferdinand Schmetz in Herzogenrath (fünf Condor IV/2 mit DFS-Bremsklappen) und Alexander Schleicher (sieben Condor IV/3 mit nach oben und unten ausfahrenden Schempp-Hirth-Bremsklappen). Schleicher betrieb erfolgreich die Musterzulassung durch die Prüfstelle für Luftfahrtgerät (PfL). Nachbauten entstanden in Argentinien als Condor IV/4.
Einige Exemplare des Condor IV wurden allerdings auch als Versuchsträger für neue Entwicklungen verwendet; beispielsweise wurden an ein Exemplar Wölbklappen angebaut und durch Hanna Reitsch erprobt. Dieses Exemplar befindet sich im Besitz des Luftsportvereins Wipperfürth. Ein Condor IV befindet sich am Flugplatz des Osnabrücker Vereins für Luftfahrt in Achmer. Weitere Condor IV sind in der Flugwerft Schleißheim und dem Deutschen Segelflugmuseum auf der Wasserkuppe ausgestellt. Ebenfalls fliegt ein Condor IV in Anklam, er stammt aus argentinischer Produktion (Lizenz Schleicher).

## Konstruktion
Der Condor ist ein Hochdecker in Holzbauweise. Die Tragflächen werden bei den ersten drei Versionen von Streben gestützt, beim Condor IV fehlen diese. Die Tragflächen haben in Rumpfnähe einen Knick nach oben. Das Fahrwerk besteht bei allen Versionen aus einer Kufe und einem abwerfbaren Rad für den Start und Transport am Boden.

## Technische Daten
| Kenngröße              | Condor I    | Condor II   | Condor III  | Condor IV/3                      |
| ---------------------- | ----------- | ----------- | ----------- | -------------------------------- |
| Konstruktionsjahr      | 1932        | 1935        | 1938        |                                  |
| Besatzung              | 1           | 1           | 1           | 2                                |
| Länge                  | 7,65 m      | 7,70 m      | 7,60 m      | 8,44 m                           |
| Spannweite             | 17,26 m     | 17,24 m     | 17,24 m     | 18,0 m                           |
| Tragflächenprofil      |             | Gö 532      | Gö 532      | Gö 532 (innen) NACA 0012 (außen) |
| Flügelfläche           | 16,20 m²    | 16,20 m²    | 16,20 m²    | 21,2 m²                          |
| Flügelstreckung        | 18,4        | 18,4        | 15          | 15,3                             |
| Startmasse             | 310 kg      | 330 kg      | 325 kg      | 358 kg                           |
| max. Startmasse        |             |             |             | 520 kg                           |
| Flächenbelastung       | 19,12 kg/m² | 19,75 kg/m² | 19,82 kg/m² | 24,5 kg/m²                       |
| Höchstgeschwindigkeit  |             |             | 180 km/h    | 170 km/h                         |
| Mindestgeschwindigkeit |             |             | 50 km/h     | 60 km/h                          |
| Geringstes Sinken      |             | 0,65 m/s    | 0,6 m/s     | 0,7 m/s                          |
| Gleitzahl              | 26          | 26          | 28          | 31 bei 80 km/h                   |

## Erhaltene Flugzeuge
- Condor IV/2 des Luftsportverein Wipperfürth e. V., wird seit September 2020 wieder im Vereinsbetrieb geflogen.
- Condor IV/3 in der Flugwerft Schleißheim.[4]
- Condor IV/3 im Deutschen Segelflugmuseum mit Modellflug.[5]
- Condor IV D-5087 des Vereins zur Förderung des historischen Segelflugs[6]